# 電波之日
電波之日（日语：電波の日）是日本的一個節日。為了紀念無線電波對一般日本國民開放使用，而將6月1日訂為紀念日。

## 歷史
1950年（昭和25年）6月1日，日本法律「電波三法」（電波法、放送法、電波監理委員會設置法）正式實施，之後基於希望民眾對於電波使用的相關知識能更加瞭解並推廣普及，1951年電波監理委員會定每年6月1日為電波紀念日（日语：電波記念日）。
隨後，1952年8月1日電波監理委員會被廢止，承繼關聯電波行政業務的郵政省則於1954年6月1日訂定新的紀念日電波之日（日语：電波の日）。每年的當日，當局都會向電波行政、提升通信技術的貢獻者舉辦表揚的紀念儀式。
之後，從1985年開始，配合電氣通信自由化，於6月1日至6月15日期間實施「電信週」（日语：テレコム旬間）等相關活動，並在首日舉辦紀念儀式。1994年，主題變更為「情報通信月」（日语：情報通信月間），延長紀念時間從5月15日至6月15日，仍於「電波之日、情報通信月」之間的6月1日舉辦紀念儀式。政府並利用6月1日至6月10日的「電波利用保護週」（日语：電波利用保護旬間）期間，推廣電波利用的知識與觀念以及取締不法無線局等活動。
此外，還有說法是日語中的6月1日與「無線」（日语：ムセン）有雙關語意，因此訂定此日為電波之日。